# Love Me Two Times
Singles de The Doors
People Are Strange
(1967) The Unknown Soldier
(1968)
Pistes de Strange Days
You're Lost Little Girl Unhappy Girl
Love Me Two Times est une chanson des Doors, parue en 1967 sur leur second album, Strange Days. Elle forma le second single tiré de l'album, après People Are Strange, et se classa 25e aux États-Unis.
La chanson fut écrite par le guitariste Robby Krieger. Selon les membres du groupe, elle parle d'un soldat qui passe son dernier jour avec sa petite amie avant de partir pour le Vietnam.
Elle a notamment été reprise par Aerosmith sur la bande originale du film Air America (1990).
Joan Jett chante cette chanson et un clip accompagne celle-ci.

## Concert
- 28 décembre 1967 Winterland Arena - San Francisco, CA
- 17 mars 1968 Back Bay Theatre - Boston, MA  6 septembre 1968 The Roundhouse - Londres, Angleterre
- 20 septembre 1968 Konserthuset - Stockholm, Suède (1er show)
- 20 septembre 1968 Konserthuset - Stockholm, Suède (2e show)
- 10 novembre 1968 Minneapolis Concert Hall - Minneapolis, MN
- 14 décembre 1968 L.A. Forum - Inglewood, Californie
- 14 décembre 1968 L.A. Forum - Inglewood, Californie
- 14 décembre 1968 L.A. Forum - Inglewood, Californie
- 24 janvier 1969 Madison Square Garden - New York, NY
- 1er mars 1969 Dinner Key Auditorium - Miami, FL
- 7 février 1970 Long Beach Sports Arena - Long Beach, CA  7 février 1970 Long Beach Sports Arena - Long Beach, CA
- 18 avril 1970 Honolulu Convention Center - Honolulu, HI  6 juin 1970 Pacific National Exhibition Coliseum - Vancouver, BC
- 6 juin 1970 Pacific National Exhibition Coliseum - Vancouver, BC
- 21 août 1970 Bakersfield Civic Auditorium - Bakersfield, CA